# 9364 Clusius
9364 Clusius è un asteroide della fascia principale. Scoperto nel 1992, presenta un'orbita caratterizzata da un semiasse maggiore pari a 2,7865161 UA e da un'eccentricità di 0,0744997, inclinata di 2,70246° rispetto all'eclittica.
L'asteroide è dedicato al botanico olandese di origine francese Carolus Clusius.